# کاپلن (کانتون)
کاپلن (به لاتین: Capellen) یک کاپلن در لوکزامبورگ است. کاپلن ۱۹۹٫۲۱ کیلومتر مربع مساحت و ۴۸٬۱۸۷ نفر جمعیت دارد.